# Medical Car

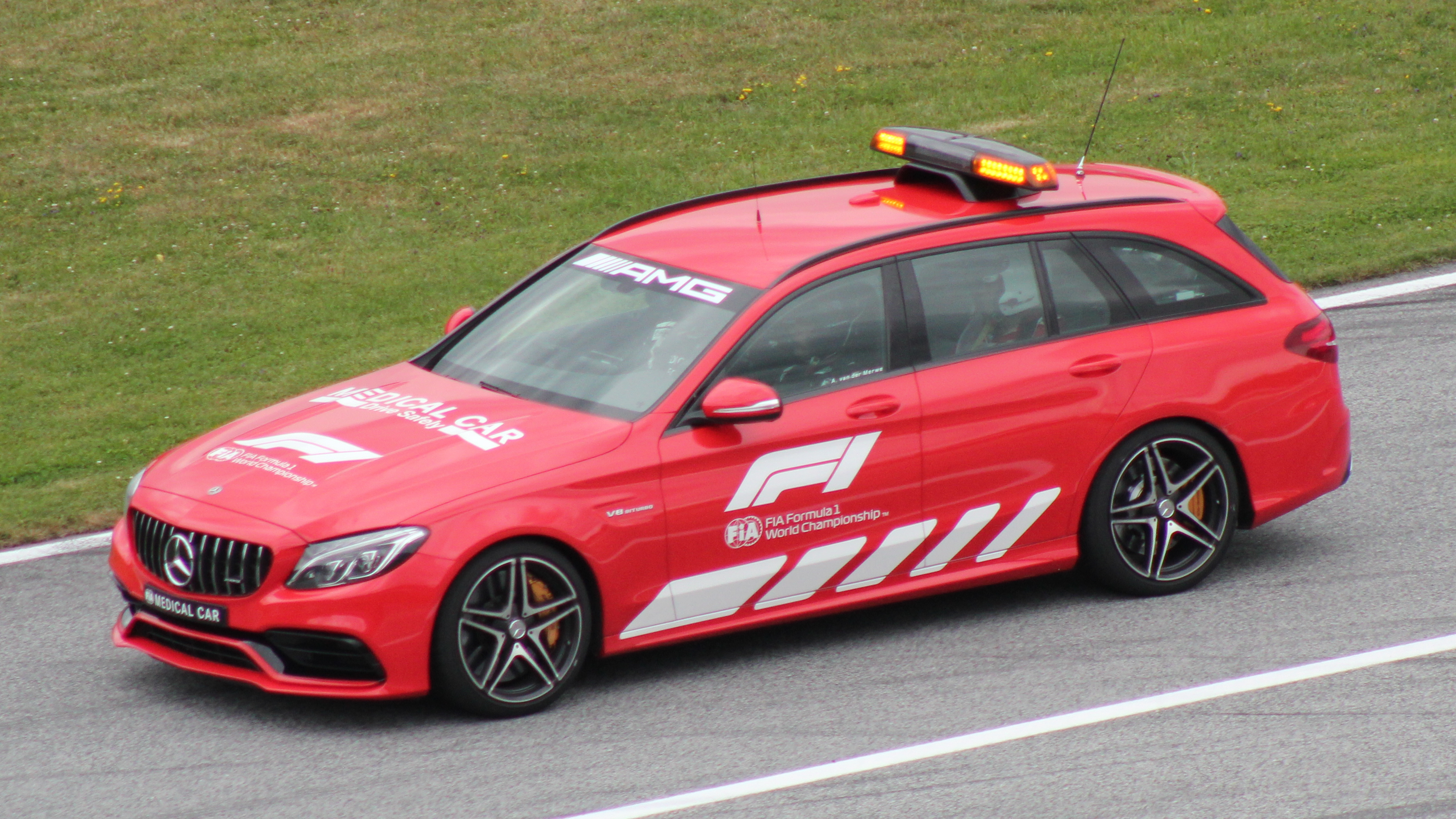
Mercedes-Benz C 63 AMG S T-Modell – ein Formel-1-Medical-Car

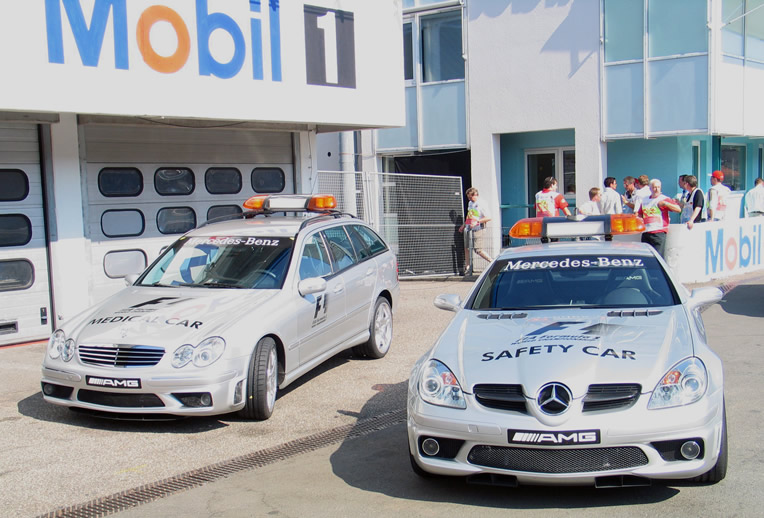
Medical und Safety Car der Formel-1-Saison 2004

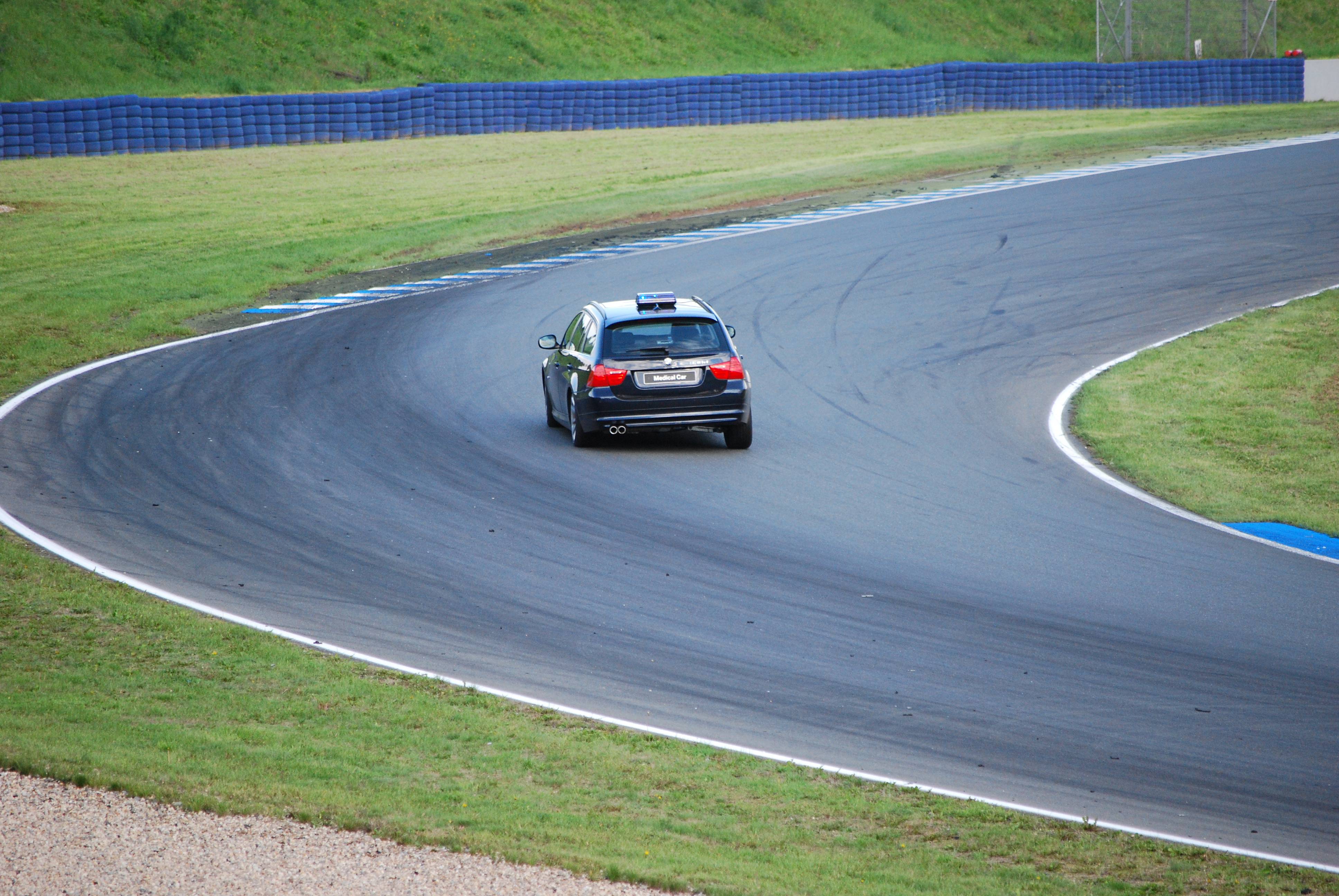
Medical Car der Tourenwagen-WM (WTCC) 2010

Das Medical Car ist ein während Motorsport-Veranstaltungen eingesetztes Fahrzeug, das den schnellstmöglichen Kontakt von Notärzten mit verletzten Rennfahrern oder Streckenposten garantieren soll. Am bekanntesten ist das Medical Car aus der Formel 1.
Es ist während des Rennwochenendes in der Boxengasse stationiert und während der Trainingseinheiten und des Rennens ständig einsatzbereit, um im Falle eines schweren Unfalls bei Bedarf schnell zur Unfallstelle zu gelangen. Es ist mit einer kompletten Notfall-Ausrüstung für die Behandlung von Schwerverletzten ausgestattet.
Die Besatzung des Formel-1-Medical-Cars besteht aus Chefarzt Ian Roberts, dem Fahrer Alan van der Merwe, der zu Saisonbeginn 2009 Damien Faulkner ablöste, sowie einem weiteren lokalen Notarzt.

## Fahrzeug
Ab 1996 stellte exklusiv Mercedes-Benz/Mercedes-AMG neben dem Safety Car auch das Medical Car für die Formel 1. Seit 2021 stellt auch Aston Martin ein Medical Car. Die Fahrzeuge der beiden Hersteller werden von Grand Prix zu Grand Prix abwechselnd eingesetzt.
Das aktuelle Medical Car von Mercedes-AMG ist ein  C 63 AMG S T-Modell, mit einem 4,0-Liter-Biturbo-V8-Motor und 375 kW/510 PS. Aston Martin stellt einen DBX als Medical Car. Über den Bildschirm des integrierten Navigationssystems können die Insassen das Rennen live beobachten. Die Lichtanlage auf dem Dach entspricht der des Safety Cars, dazu besitzt es stroboskopartige Blitzlichter an Front und Heck.
Die bisher eingesetzten Modelle waren:
- 1996–1997: Mercedes-Benz C 36 AMG
- 1997: Mercedes-Benz E 60 AMG
- 1998–2000: Mercedes-Benz C 55 AMG T-Modell
- 2001–2003: Mercedes-Benz C 32 AMG T-Modell
- 2004: Mercedes-Benz C 55 AMG T-Modell
- 2008–2015: Mercedes-Benz C 63 AMG T-Modell
- seit 2015: Mercedes-Benz C 63 AMG S T-Modell
- seit 2021: Aston Martin DBX
- seit 2022: Mercedes-Benz Baureihe X 290 GT 63 AMG S E Performance 4-Türer Coupe

Bereits 1984 kam sporadisch ein AMG E-Klasse Coupé mit V8-Motor als Medical Car zum Einsatz.

## Unfälle
- Beim Großen Preis von Ungarn 1995 wurde Taki Inoue nach dem Ausfall seines Wagens vom Medical Car angefahren und leicht am Bein verletzt.
- Im Jahr 2000 verursachte Alex-Dias Ribeiro in Monte Carlo mit dem Medical Car einen Unfall, bei dem Sid Watkins einen Rippenbruch erlitt.
- Beim Brasilien GP 2002 verunfallte im Warm-up der Arrows-Cosworth-Pilot Enrique Bernoldi, woraufhin das Medical Car ausrückte und hinter dem Arrows hielt. Die Streckenposten auf der Start-/Zielgeraden zeigten jedoch keine Flaggen, sodass der Sauber-Petronas-Pilot Nick Heidfeld zu schnell in die Kurve hinein fuhr und zwischen Mauer und Medical Car hindurch musste. Ribeiro, der Fahrer des Medical Cars hatte bereits die Tür geöffnet, welche stark beschädigt wurde, war aber noch nicht ausgestiegen, weshalb niemand verletzt wurde.